# Pantera Negra (cómic)
La Pantera Negra (T'Challa) (inglés: Black Panther) es un superhéroe de la compañía estadounidense Marvel Comics, creado por Stan Lee y Jack Kirby para el número 52 de The Fantastic Four. Es el primer superhéroe de tez negra de la historia de Marvel y se debe destacar que el personaje fue creado con anterioridad al Partido Pantera Negra, el cual fue fundado en octubre del mismo año. Es el rey y protector de la ficticia nación africana de Wakanda. Además de poseer habilidades mejoradas logradas a través de rituales antiguos de Wakanda de beber la esencia de la hierba en forma de corazón, T'Challa también confía en su dominio de la ciencia, el entrenamiento físico riguroso, las habilidades de combate mano a mano y el acceso a la riqueza y la avanzada tecnología de Wakanda para combatir a sus enemigos que amenacen su cultura y tradiciones.
El personaje es el primer superhéroe negro en los cómics estadounidenses convencionales, debutando años antes de los primeros superhéroes afroamericanos como Falcon (1969), Mal Duncan (1970), el Green Lantern John Stewart (1971), Luke Cage (1972) y Black Lightning (1977). En una historia de cómic, el manto de la Pantera Negra es manejado por Kasper Cole, un oficial de policía multirracial de la ciudad de Nueva York. Comenzando como un imitador, Cole más tarde asumiría el apodo de White Tiger y se convertiría en un aliado de T'Challa. El papel de Pantera Negra y el liderazgo de Wakanda también se le otorga a la hermana de T'Challa, Shuri, por un corto tiempo.
En 2011, Pantera Negra ocupó el puesto 51 en la lista de los "100 mejores héroes de cómics" de IGN.
Pantera Negra ha hecho numerosas apariciones en varios programas de televisión, películas animadas y videojuegos. Chadwick Boseman encarnó a la Pantera Negra en las películas del Universo cinematográfico de Marvel, Capitán América: Civil War (2016), Black Panther (2018), Avengers: Infinity War (2018) sufrido por el chasquido y Avengers: Endgame (2019), y prestó su voz al personaje para la primera temporada de la serie animada What If...? (2021); mientras que Letitia Wright, quien interpretó a Shuri en películas anteriores de MCU, tomó el manto de la Pantera Negra en Black Panther: Wakanda Forever (2022), tras la muerte de Boseman en 2020.

## Biografía

### Primeros años y antecedentes
Pantera Negra es el título ceremonial otorgado al jefe de la tribu Pantera de la avanzada nación africana de Wakanda. Además de gobernar el país, también es el jefe de sus diversas tribus (colectivamente denominadas Wakandas). El traje de Pantera es un símbolo de la oficina (jefe de Estado) y se utiliza incluso durante misiones diplomáticas.
En un pasado distante, un meteorito hecho de vibranium (ficticio), que absorbe la vibración, se estrelló en Wakanda y fue desenterrado. Razonando que los extranjeros explotarían a Wakanda por este valioso recurso, el gobernante, el rey T'Chaka, al igual que su padre y otras panteras antes que él, ocultó su país del mundo exterior. La primera esposa de T'Chaka, N'Yami, murió mientras estaba de parto con T'Challa, y su segunda esposa, Ramonda, fue hecha prisionera por Anton Pretorius durante una visita a su tierra natal de Sudáfrica, por lo que durante la mayor parte de su infancia T'Challa fue criado solo por su padre. T'Chaka fue asesinado por el aventurero Ulysses Klaw en un intento de apoderarse del montículo de vibranium. Con su gente todavía en peligro, un joven T'Challa usó el arma sonora de Klaw contra Klaw y sus hombres, destrozando la mano derecha de Klaw y obligándolo a huir.
T'Challa era el siguiente en la línea para ser el rey de Wakanda y Pantera Negra, pero hasta que estuvo listo para convertirse en el líder de la nación, su tío S'yan (el hermano menor de T'Chaka) pasó con éxito las pruebas para convertirse en la Pantera Negra. Mientras estaba en su rito de paso en Wakanda, T'Challa conoció y se enamoró de la aparentemente huérfana adolescente Ororo Munroe, quien creció hasta convertirse en el miembro de los X-Men, Tormenta. Los dos rompieron su relación debido a su deseo de vengar la muerte de su padre y convertirse en el hombre que podría liderar adecuadamente a Wakanda, pero se verían a lo largo de los años cuando pudieran.
T'Challa obtuvo el título y los atributos de la Pantera Negra al derrotar a los diversos campeones de las tribus de Wakanda. Uno de sus primeros actos fue disolver y exiliar a Hatut Zeraze, la policía secreta de Wakanda, y su líder, su hermano adoptivo Hunter el Lobo Blanco. Vendió pequeñas porciones de vibranium a instituciones científicas de todo el mundo, acumulando una fortuna que usó para armarse con tecnología avanzada. Más tarde, para mantener la paz, eligió la Dora Milaje ("adorados") de las tribus rivales para que sirviera como su guardia personal y como esposas ceremoniales en entrenamiento. Luego estudió en el extranjero durante un tiempo antes de regresar a su realeza.
En su primera aparición publicada, el ahora adulto T'Challa invita al equipo de superhéroe estadounidense Los Cuatro Fantásticos a Wakanda, luego ataca e intenta neutralizarlos individualmente para probarse a sí mismo para ver si está listo para enfrentarse a Klaw, quien había reemplazado su mano derecha destrozada con un arma sónica. Los Cuatro logran reunirse y bloquear a T'Challa en un contraataque del equipo, lo que permite al Rey impresionado retirarse y explicarse para satisfacción del equipo. Después de que el gobernante se explique a los Cuatro, se hacen amigos y ayudan a T'Challa, y él a su vez los ayuda contra el supervillano Psycho-Man. T'Challa más tarde se une a los Vengadores, comenzando una larga asociación con ese equipo de superhéroes. Primero lucha contra el Hombre-Mono mientras está con el grupo, y luego conoce a la cantante estadounidense Monica Lynne, con quien se involucra sentimentalmente. Él ayuda a los Vengadores a derrotar a los segundos Hijos de la Serpiente, y luego revela su verdadera identidad en la televisión estadounidense. Se encuentra con Daredevil, y le revela que había deducido la verdadera identidad de Daredevil.

### Regreso a Wakanda
Después de recibir numerosas cartas oficiales urgentes pidiéndole que regrese a su cada vez más problemática patria, la Pantera eventualmente deja su activa membresía de los Vengadores para regresar a Wakanda al borde de una Guerra Civil, trayendo a Lynne con él. Después de derrotar al aspirante a usurpador Erik Killmonger y sus secuaces, la Pantera se aventura al sur de Estados Unidos para luchar contra el Ku Klux Klan. Más tarde se hace con los místicos artefactos que cambian el tiempo conocidos como las Ranas del Rey Salomón. Estos producen una versión alternativa de T'Challa de un futuro dentro de 10 años, una feliz Pantera telepática con un aneurisma cerebral terminal, a quien T'Challa coloca en estasis criogénica.
Más tarde, mientras busca y encuentra a su madrastra Ramonda, la Pantera se disputa con las autoridades sudafricanas durante el apartheid. T'Challa finalmente propone y se compromete con Monica Lynne, aunque la pareja nunca se casa.
Años más tarde, la Pantera acepta a un enviado de Washington D. C., Everett K. Ross, y enfrenta múltiples amenazas a la soberanía de Wakanda. Ross lo asiste en muchas de estas amenazas. En gratitud, la pantera a menudo arriesga mucho para Ross a cambio. La primera amenaza que enfrentan Ross y él es "Xcon", una alianza de agentes de inteligencia deshonestos que respalda un golpe dirigido por el reverendo Achebe. Después, Killmonger resurge con un plan para destruir la economía de Wakanda. Esto obliga a T'Challa a nacionalizar compañías extranjeras. Killmonger luego lo derrota en combate ritual, heredando así el papel de Pantera Negra, pero cae en coma al comer la hierba en forma de corazón, venenosa para cualquier persona fuera de la línea de sangre real, que tenía una inmunidad hereditaria a sus efectos tóxicos. T'Challa preserva la vida de su rival en lugar de dejarlo morir.
Más tarde, T'Challa descubre que tiene un aneurisma cerebral como su yo futuro alternativo y sucumbe a la inestabilidad y las alucinaciones. Después de que su estado mental casi causa guerra tribal, el Pantera le da el poder a su consejo y se esconde en la ciudad de Nueva York. Allí es mentor del oficial de policía Kasper Cole (que había adoptado un disfraz de Pantera abandonado), una experiencia que le da a T'Challa la fuerza para enfrentar su enfermedad, recuperar su posición y volver a ser miembro activo de los Vengadores, a quien ayuda a asegurar el especial Estado de las Naciones.

### Casarse y pasar el manto
T'Challa cuenta la historia de su ascensión como el Pantera Negra en el cuarto volumen de su serie de cómics homónima. Derrotó a su tío durante la celebración de las Panteras Negras, y durante su paseo cuando se encontró y se enamoró de una pilluela de la calle llamada Ororo en El Cairo, Egipto. Desconocido para él, el gobierno de los EE. UU. Planea un golpe para tener acceso al vibranium. Permiten a Klaw reclutar a un equipo de villanos para apoyar a su vecino totalitario, Niganda. Klaw recluta a Rhino, Caballero Negro, Batroc el Saltador y Hombre Radioactivo para liderar la invasión. El gobierno de EE. UU. Despliega un ejército de Deathloks para "apoyar" a T'Challa y justificar una invasión, pero T'Challa mata a Klaw y Tormenta borra al ejército de Deathlok en un huracán.
T'Challa luego ayuda a su madrastra llama a Ororo Munroe a reunirse con sus familiares sobrevivientes en África y los EE. UU. Poco después le propone matrimonio, y los dos se casan en una gran ceremonia en Wakanda a la que asisten muchos superhéroes. Una de las primeras tareas de la pareja es embarcarse en una gira diplomática, en la que visitan a los Inhumanos, al Doctor Doom, al Presidente de los Estados Unidos y a Namor, y solo el último termina bien. Después de la muerte de Bill Foster, el lado de Pantera Negra y Tormenta con las fuerzas anti registros del Capitán América. Durante la batalla final entre ambos lados, la embajada de Wakanda en Manhattan se encuentra muy dañada, aunque ningún Wakandiano está herido. Después del enfrentamiento, Pantera y Tormenta completan brevemente las vacaciones de los miembros de los Cuatro Fantásticos, Reed y Sue Richards antes de regresar a Wakanda.
Al regresar a Wakanda solo, dejando a Tormenta en Nueva York para ayudar a los X-Men, Pantera Negra se enfrenta a Erik Killmonger, derrotándolo con la ayuda de Monica Rambeau (alias Pulsar). Después, Wakanda se defiende de los cambiaformas alienígenas Skrulls, que se habían infiltrado como parte de su plan de "Invasión Secreta" para conquistar la Tierra. El Príncipe Namor intenta reclutar a T'Challa para la Camarilla, un consejo secreto de supervillanos. Atacado por las fuerzas de su compañero miembro de la Camarilla del Doctor Doom, T'Challa se queda en estado de coma. Su hermana Shuri está entrenada como la próxima Pantera, con el manto que le pasa oficialmente después de que T'Challa despierta de su coma e intenta recuperarse de sus heridas.
A continuación, T'Challa pierde todos sus atributos mejorados que le fueron dados por ser el tótem de la Pantera. Como resultado, él trabaja con su hechicero, Zawavari, para acumular un reemplazo. Desde entonces ha hecho un pacto con otra deidad de la Pantera desconocida, devolviendo sus atributos a un nivel aún más alto y colocando conjuros en su cuerpo, haciéndose altamente resistente a la mayoría de los ataques mágicos y místicos. Todo esto ha sido hecho en preparación para la inminente batalla con el Doctor Doom, que culminó en T'Challa haciendo inerte todo el vibranium procesado para darle a su gente la oportunidad de reconstruir sin depender del elemento.

### El hombre sin miedo
Después de los eventos de "Shadowland", Matt Murdock (el superhéroe Daredevil) le pide a T'Challa que lo reemplace como guardián de Hell's Kitchen, lo que le da a T'Challa la oportunidad de descubrirse a sí mismo. Con la ayuda de Foggy Nelson, T'Challa asume la identidad del Sr. Okonkwo, un inmigrante del Congo y gerente de un restaurante llamado Devil's Kitchen, para que pueda mezclarse y aprender sobre los habitantes como un hombre común. Se lleva bien con dos miembros del personal de Kitchen: Sofija, una inmigrante de Serbia que estuvo involucrada anteriormente en el violento nacionalismo serbio.y el ayudante de camarero, Brian. También conoce a algunos de los vecinos de su bloque de apartamentos: el Sr. Nantakarn y su hijo Alec, así como Iris, una trabajadora social asignada para manejar casos de abuso infantil.
T'Challa se encuentra frente a un ambicioso nuevo señor del crimen, Vlad Dinu, que se autodenomina "The Impaler". También busca un entendimiento con la policía a través del Detective Alex Kurtz. Durante un intento de Vlad de acabar con la pantera, Brian de Devil's Kitchen resultó gravemente herido por una explosión de energía de Vlad, y se informa que murió. El conflicto entre Vlad y la Pantera se vuelve más personal, especialmente después de que Vlad descubre la Pantera sobre su esposa Angela muerta por una herida de bala.
T'Challa descubre que Iris fue el tirador en serie que mató a los abusadores de niños: Gabe fue abusada en secreto por Angela. Brian fue secuestrado por su médico, el Dr. Holman, a instancias de Nicolae, que quería utilizar a alguien que recibió una dosis del poder de Vlad. Después de someterse a tortuosos experimentos, Brian perdió la capacidad de pensar por sí mismo, pero fue rescatado por Gabe, quien también robó el suero producido en el experimento destinado a dotar al destinatario de los poderes de Vlad. La Pantera obtiene evidencia de los crímenes de Vlad Dinu, así como pistas sobre Iris como el tirador en serie, y entrega la evidencia a Kurtz. Vlad mata a su propio hijo Nicolae antes de ser sometido por la pantera. Gabe es arrestado por intentar quitarle la vida a Iris. Antes de ser quitado, Gabe revela el destino de la Pantera Brian. Aunque consciente de la identidad de la Pantera como el Sr. Okonkwo, tanto Iris como Sofija prometen mantenerse en silencio.

### Wakanda de nuevo
Poco después de que Daredevil regresa a Hell's Kitchen, T'Challa regresa a Wakanda, sirviendo como segundo a su hermana, Shuri. En preparación para un próximo ataque a Wakanda como parte de la historia de Avengers vs. X-Men, el Dios Pantera devuelve las habilidades de T'Challa. Fortalecido por los Fénix, Namor destruye Wakanda con un gigantesco maremoto. Al volver a ayudar, Tormenta queda atónita cuando la Pantera le informa que su matrimonio ha sido anulado.

### Incursiones
Después de ser testigo de una Tierra alternativa sobre Wakanda siendo destruida por el Cisne Negro, T'Challa reforma los Illuminati -con Bestia reemplazando al ahora difunto Charles Xavier- para enfrentar la amenaza de las Incursiones, universos paralelos que chocan entre sí para destruir ambos. Aunque capaz de evitar una Incursión con el Guantelete del Infinito, la posterior destrucción de las Gemas del Infinito obliga al grupo a decidir recurrir a medidas más cuestionables para proteger a la Tierra de futuras Incursiones, borrando la mente del Capitán América para que no recuerde estos eventos, permitiendo ellos para hacer "lo que se necesita hacer". Aunque están equipados con armas destructoras de planetas para proteger la Tierra, los Illuminati en su mayoría se sienten disgustados con la masacre al por mayor, hasta que Namor se separa del grupo para formar una nueva Cábala de villanos para hacer lo que los héroes no harán. A pesar de que la Camarilla de Namor logró la legitimidad como protectores de la Tierra, Namor se cansó de la matanza total que llevaron a cabo en nombre de la preservación de su universo. Aunque colaboró con los Illuminati en un plan para destruir a la Camarilla atrapándolos en la próxima Tierra para ser destruida, Pantera Negra y Black Bolt lo dejaron atrás para morir con la Camarilla, disgustado por sus acciones anteriores, aunque Namor y la Camarilla se escapa al universo Ultimate cuando la otra Tierra tiene una incursión simultánea.

### Guerras Secretas
Cuando la Incursión final ocurre durante la historia de Secret Wars, y todas las realidades colapsan en una Tierra, Pantera es uno de los pocos héroes que sobrevive a la Incursión en una "cápsula de vida" especialmente diseñada -otros sobrevivientes incluyendo Mr. Fantástico, Star-Lord, Spider-Man, el nuevo Thor, la Capitána Marvel y un Cíclope mejorado en Phoenix, aunque solo son lanzados al nuevo mundo después de una estasis de ocho años. Recuperado por el Doctor Extraño, se dan cuenta de que Strange ha asumido el papel de "sheriff" del Doctor Doom, que se ha designado a sí mismo como el dios del nuevo "Mundo de Batalla" creado a partir de las múltiples realidades. Aunque Doom mata sin esfuerzo a Cíclope, Strange protege a los otros héroes dispersándolos a través del Mundo de Batalla, con T'Challa y Namor finalmente descubriendo una nueva versión del Guantelete del Infinito que Strange recolectó, asegurando que las gemas que encontró funcionarían en el lugar donde Doom construyó su fortaleza principal. Reclutando a los residentes de las tierras muertas como un ejército, T'Challa marcha hacia Doom al mismo tiempo que otras muchas áreas se rebelan contra él a través del estímulo de los héroes, pero admite cuando Doom lo confronta, que él solo tenía la intención de distraerlo mientras que Reed apunta a la fuente de poder de Doom. Mientras Reed toma el poder de Doom y se dispone a reconstruir el multiverso, T'Challa usa la Gema del Tiempo para regresar a Wakanda antes de las Incursiones, proclamando a su gente que abrirán el camino hacia las estrellas y explorarán nuevas ideas.

### Todo Nuevo-Todo Diferente Marvel
Como parte de All-New, All-Different Marvel, Pantera Negra es miembro de los Ultimates.
Durante la historia de Civil War II, Pantera Negra representa a Wakanda en la Junta de Gobernadores del Programa espacial Alpha Flight. Apoya a la Capitána Marvel en la necesidad de ayuda de un Inhumano que puede predecir el posible futuro llamado Ulysses Kain. Pantera Negra y Shuri participan en la lucha contra Leviathon Tide.
Durante el reinado de Hydra sobre el mundo dirigido por Arnim Zola, Barón Zemo y Steve Rogers, Pantera es capturado por oponerse a este régimen, y llevado a una sala de contención. Una vez que Pantera y Zemo están solos, el Soldado del Invierno rescata a Pantera. Pantera confía a Zemo inconsciente a Soldado del Invierno, mientras arrastra a Rogers y Zola al laboratorio secreto. Pantera descubre que Zola infundió un lavado de cerebro al Capitán América con un Cubo Cósmico utilizando un técnico robado de Stark modificado por el mismo Zola, y advierte a sus aliados que se retiren de un Steve Rogers impulsado por el Cubo Cósmico, pero es demasiado tarde. Aunque uno de los héroes sabe que no puede vencer a un Supremo Hydra Rogers, el Soldado de Invierno, el Capitán América (Sam Wilson) y Ant-Man (Scott Lang) engañan a Rogers entregándole el último fragmento del cubo. Soldado del Invierno y Ant-Man le roban el cubo a Rogers antes de que aproveche todo su potencial y traen a Kobik y al verdadero Steve Rogers. Después de la derrota del Supremo Hydra Steve Rogers, Pantera Negra establece su búsqueda para cruzar el universo con su gente, y encontró un Imperio Intergaláctico de Wakanda en el Planeta Bast, ubicado en el Sistema Estelar Benhazin.

## Poderes y habilidades

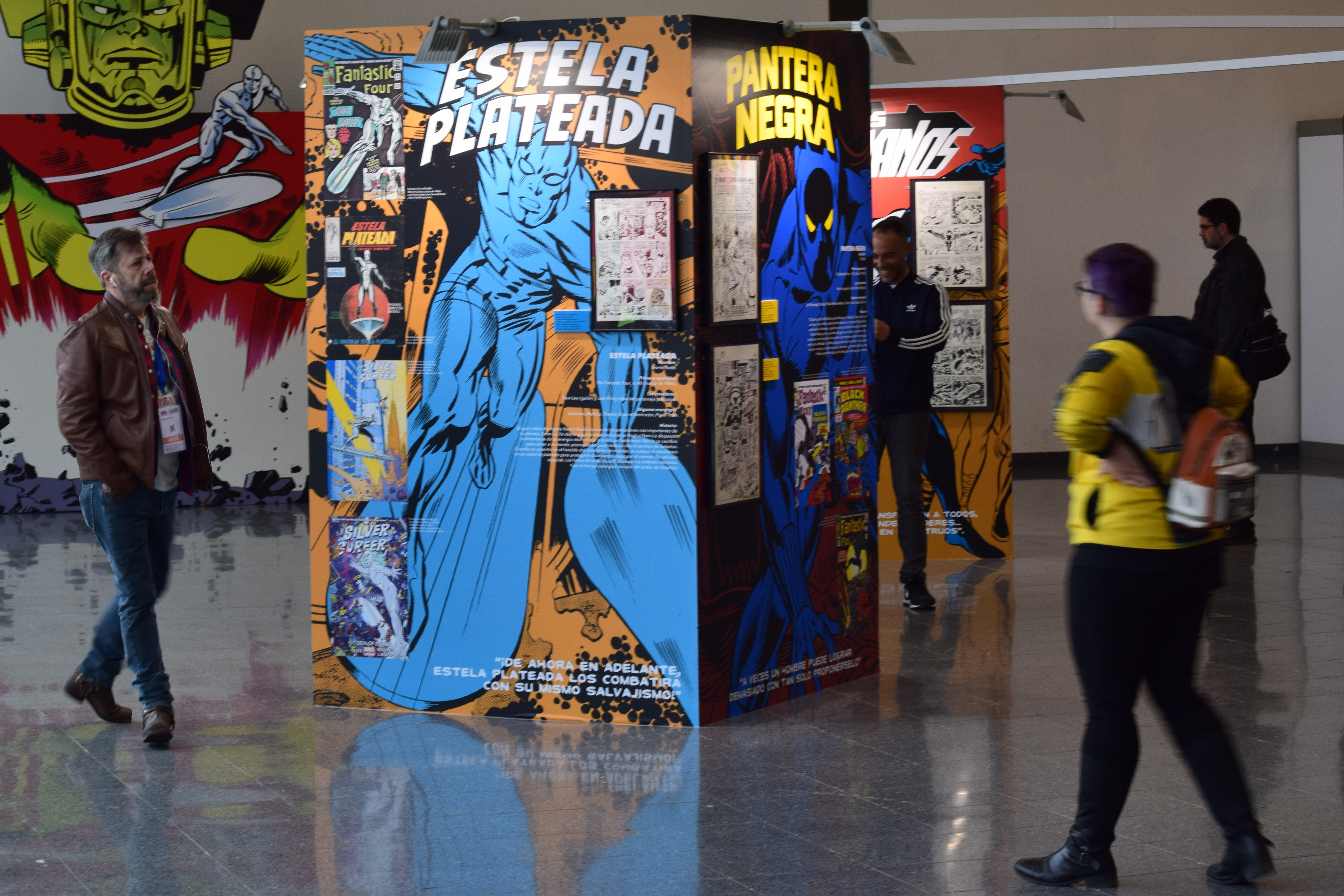
Imagen de la ed. del 2019 del salón de Barcelona: Estela Plateada y Pantera Negra.

El título de "Pantera Negra" es un rango de cargo, jefe del Clan de la Pantera de Wakanda. Como jefe, la Pantera tiene derecho a comer una hierba especial en forma de corazón que le otorga sentidos sobrehumanos agudos, fuerza mejorada, velocidad, agilidad, resistencia, durabilidad, curación y reflejos.
Desde entonces, ha perdido esta conexión y ha forjado una nueva con otra deidad de la Pantera desconocida, que le otorga atributos físicos aumentados, así como una resistencia a la magia. Sus sentidos son tan poderosos que puede tomar el aroma de una presa y memorizar decenas de miles de individuos. Después de su guerra con Doom, T'Challa pierde sus habilidades mejoradas solo para establecer una vez más una conexión con el Dios Pantera. Además del resurgimiento de sus habilidades ahora sobrehumanas, es ungido como "Rey de los Muertos", otorgándole el poder y el conocimiento de todas las Panteras Negras pasadas, así como la capacidad de controlar a los no-muertos. Después de Battleworld y el resurgimiento del Multiverso, T'challa eventualmente mostró nuevos poderes en lo que respecta a su estado de Rey de los Muertos, ya que no solo podía reanimar a los muertos sino también convocar espíritus difuntos en el mundo físico con forma tangible. El uso de estas energías espirituales también le permite conjurar una mítica lanza mística de brillante energía azul en su mano.
T'Challa trabajó con su hechicero, Zawavari, para dotar a T'Challa de inmunidad a los ataques místicos y la detección con el fin de vencer al Dr. Doom. Cuando la mejora alquímica de T'Challa fue probada por medio de los acólitos más poderosos de Wakanda atacando a T'Challa al unísono, cada ataque místico fue absorbido y solo sirvió para fortalecer a T'Challa. Durante estas preparaciones, T'Challa inventó un potente arte híbrido místico-científico llamado "física de sombras" y fue capaz de usarlo para fabricar armas de sombras y rastrear vibranium en un nivel cuántico.
Como rey de Wakanda, la Pantera tiene acceso a una vasta colección de artefactos mágicos, hardware tecnológico y militar avanzado de Wakanda y el apoyo de la amplia gama de científicos, guerreros y místicos de su país. El ejército de Wakanda ha sido descrito como uno de los más poderosos de la Tierra. Su atuendo es el traje de vibranium sagrado Culto de la Pantera de Wakanda.
Es un hábil cazador, rastreador, estratega, político, inventor y científico. Tiene un doctorado en física de la Universidad de Oxford. Él es experto en física y tecnología avanzada, y también es un inventor. A T'Challa se le ha otorgado la fortaleza y el conocimiento de todas las Panteras Negras anteriores.
T'Challa está entrenado rigurosamente en acrobacias y combates cuerpo a cuerpo. Él es experto en diversas formas de artes marciales, con un estilo de lucha híbrido único que incorpora acrobacias y aspectos de la mímica animal.
El cacique del Clan de las Panteras de Wakanda es una de las personas más ricas del mundo, aunque las estimaciones financieras son difíciles dado el aislamiento de Wakanda de la economía mundial y el valor incierto de las enormes reservas de vibranium de Wakanda y las tecnologías extremadamente avanzadas.
En el volumen 3 de Black Panther, el escritor Christopher Priest amplió el arsenal diario de Pantera para incluir equipos como una "daga energética", un traje de vibranium y una supercomputadora portátil, la "tarjeta Kimoyo". En el volumen 4 de Black Panther, el escritor Reginald Hudlin introdujo un equipo especializado como "armadura tres veces bendecida" y "armadura ligera" para tareas específicas, y durante un tiempo lo equipó con la espada ébano del Caballero Negro.

## Otras versiones

### Age of Ultron
En la historia, Pantera Negra contacta a los Cuatro Fantásticos y les informa que Ultron ha invadido la Tierra con un ejército de Centinelas Ultron. Pantera Negra fue visto más tarde con Red Hulk y Taskmaster en Chicago espiando a algunos Centinelas de Ultron. Cuando Taskmaster saca a un Centinela que se acercaba furtivamente, alertando a los otros Centinelas, Red Hulk detiene a los Centinelas mientras Pantera Negra y Taskmaster huyen. Durante el caos, Pantera Negra cae varios pisos y se rompe el cuello, matándolo instantáneamente.

### Civil War
En una realidad alternativa donde nunca terminó la Guerra Civil entre Iron Man y el Capitán América, Pantera Negra fue asesinado junto a María Hill luego de activar el mecanismo de autodestrucción de Prisión 42. Le sucede su hijo, Azari, quien toma el nombre de Pantera Negra. Más tarde se reveló que la Pantera Negra que destruyó Prisión 42 era en realidad la Reina Veranke de la extraña raza Skrull, que había robado la identidad de T'Challa para manipular y prolongar la Guerra Civil para satisfacer sus propias necesidades.

### Marvel Zombies
Giant-man lo tiene encerrado en su laboratorio y de vez en cuándo se come un pedazo de T´Challa, que no es un zombi. Cuando La Avispa lo descubre, empieza una pelea donde el Hombre Hormiga decapita a su esposa. Aprovechando el problema Pantera negra huye tomando la cabeza de la Avispa por protección. Más adelante T'Challa se encuentra con los tripulantes del Asteroide M, quienes buscaban a Magneto. El vengador les dice que fue devorado por los zombis. Uno de ellos intenta matar a Pantera Negra, pero este lanza la cabeza de Avispa, quien en el acto lo devora. Como ven que la Tierra no puede ser salvada, regresan al asteroide juntos. En 5 años, Pantera Negra (quien posee prótesis cibernetica en compensación por sus miembros perdidos) regresa junto con los integrantes del Asteroide M a la Tierra y encuentran que solo hay vida vegetal. Uno de los tripulantes pregunta que a donde han ido los zombis, aunque Pantera Negra sabe que ellos regresarán en cualquier momento.
En 40 años, T'Challa ya es un anciano quien gobierna Wakanda, tiene a su esposa y un nieto de 6 años. Una noche, mientras dormía, fue atacado por uno de los hombres de Hernán Cortéz al intentar casi matarlo con un puñal, pero Avispa llega lo antes posible y le lanza un rayo de energía al acólito. Avispa salva a Pantera Negra mordiendolo en el cuello que estaba a punto de morir, pero queda zombificado. Él y Avispa son encerrados en un cuarto especial para que su hambre desaparezca. Cuando salen del cuarto, se enfrentan a los zombis y casi es atacado por el Gladiador pero Spider-Man y Luke Cage lo matan.
Adentro del laboratorio, Pantera recibe de nuevo otra prótesis debido a que el Gladiador casi le destruye el brazo. Después recibe una noticia de que su hijo esta vuelto a la vida, pero reconstruido con una parte del cerebro del Coronel América, aunque Tchanna (que así se llama el hijo difunto de Pantera Negra) lo ataca. El doctor dijo que el cerebro de su hijo ya no quedaba nada.

### MC2
En el universo, Pantera Negra tiene un hijo llamado T'Chaka II, que se unió en A-Next como Coal Tiger.

### Mutant X
En la realidad de Mutant X, Pantera Negra tenía el aspecto de una pantera negra. Él está entre la segunda ola de héroes que murieron luchando contra el Beyonder.

### Ultimate Marvel
En esta realidad, la Pantera Negra es T'Challa Udaku, un joven que se experimentó en la Arma X programa antes de ser liberado por Nick Fury.
T'Challa, el hijo menor del rey T'Chaka de Wakanda, es gravemente herido durante el "Juicio de la pantera" del cual se selecciona al protector de la nación. Su hermano mayor M'Baku encuentra a T'Challa ensangrentado, mudo y casi muerto, pero burlonamente lo tilda de tonto por intentar el juicio. Más tarde, M'Baku agrega que él, no T'Challa, debería haber tomado la prueba. Enojado de que su padre haya decidido compartir la tecnología de Wakanda a cambio de la ayuda de Estados Unidos para salvar la vida de T'Challa, M'Baku deja el reino.
Para salvar a T'Challa, T'Chaka lo entrega al programa Weapon X. Más de un año después, un T'Challa saludable, con su atuendo completo de Pantera Negra, ha mejorado la velocidad, la fuerza, la visión nocturna y la capacidad de curación. Además, puede convocar garras de Adamantium cortas, como de gato, de sus nudillos al golpear sus manos con los puños. T'Chaka se indigna al saber que S.H.I.E.L.D. (que había cerrado Arma X y liberado a T'Challa) ahora considera que su hijo es un activo de los EE. UU. y S.H.I.E.L.D. Posteriormente, envía una carta a M'Baku, alegando que M'Baku, no T 'Challa, es el' hijo favorito 'titular, e implora a M'Baku que regrese.
Fury tiene al Capitán América entrenando y asesorando a la Pantera, quien revela su garganta dañada. El Capitán América, simpatizando con la situación de la Pantera, alienta a Fury a colocar a la Pantera en el equipo de superhéroes en los Ultimates. Esto resulta ser una artimaña en la que el Capitán América se hace pasar por el Pantera, lo que permite a T'Challa escapar y regresar a su hogar en Wakanda.
El Capitán América más tarde se hace pasar por Pantera Negra durante una confrontación Ultimates con el Juggernaut.
Después de Ultimatum, Pantera Negra se une a los New Ultimates.

## Relaciones

### Otros Panteras Negras
- Mosi / Pantera Negra 1.000.000 a.C.:Esta Pantera Negra apareció por primera vez en Marvel Legacy #1 (noviembre de 2017). Mosi es parte de los Vengadores,[79] junto con Agamotto, Lady Phoenix, Odín y versiones prehistóricas de Ghost Rider, Puño de Hierro y Star Brand. Los Vengadores de la Edad de Piedra derrotaron a los Caídos y los sellaron bajo tierra en lo que se convertiría en Sudáfrica.[80]
- Olumo Bashenga: Sabio guerrero a la cabeza de la tribu Pantera, según las leyendas, durante el tumulto donde cayó el meteorito vibranium en el suelo del pueblo, entonces compuesto por varios clanes enfrentados, reunió todo lo mencionado bajo su guía para derrotar a los habitantes transformados por el impacto en feroces "espíritus demoníacos", una compañía que ha unificado a la nación al fundar Wakanda y convertirse en su primer gobernante y el primero en obtener el título de "Pantera Negra" mientras habla de su "conexión espiritual" con el Diosa Pantera Bast que condujo a la fundación del Culto de la Pantera.
- T'Chanda: También conocido como Chanda, Azzari, Azzaria o Azzuri el Sabio.[81] Pantera negra y gobernante de Wakanda durante la Segunda Guerra Mundial, T'Chanda es el esposo de Nanali y padre de T'Chaka y S'Yan; distinguido por una naturaleza excesivamente buena y compasiva, dio la bienvenida al coronel nazi Fritz Klaue después de que se estrelló en su reinado debido a un accidente aéreo. Con el tiempo, los dos hacen una especie de amistad y Klaue desarrolla una fuerte obsesión con la cultura de Wakanda para tratar de convencerlos de hacer que su religión sea más deísta que espiritista, lo que provoca una fuerte fricción entre él y T'Chanda que culmina en la muerte de Nanali por los nazis y en su posterior expulsión del país.
- T'Chaka: el padre de T'Challa y el anterior Pantera Negra y Rey de Wakanda. Fue asesinado por Ulysses Klaw, después de haberlo sorprendido de extraer ilegalmente vibranium en su reino.
- S'Yan: el hermano de T'Chaka y tío de T'Challa. Es el asesor más joven y confiable de T'Chaka, después de cuya muerte, aunque no desea reinar, accede a ascender al trono hasta que su sobrino T'Challa se convierta en adulto. Sacrificó su propia vida para salvar a la Reina Ramonda de los hombres del Doctor Doom.
- Shuri: la hermana de T'Challa. Ella ha asumido el papel de Pantera Negra y es la gobernante actual de Wakanda después de que T'Challa fue gravemente herido por el Doctor Doom.

### Aliados
- Ramonda: la madrastra cariñosa de T'Challa y la madre biológica de Shuri.
- Monica Lynne: Una cantante que salvó a T'Challa de ahogarse después de ser derrotada por Killmonger. Su mayor interés amoroso, a quien prometió devoción eterna.
- Everett K. Ross: Empleado del Departamento de Estado de los Estados Unidos, cuyo trabajo consistía en escoltar a diplomáticos extranjeros en territorio estadounidense. Su mundo cambió para siempre cuando fue asignado a T'Challa, la Pantera Negra, el gobernante de Wakanda.
- T'Shan: el hijo de S'Yan y primo de T'Challa y Shuri. Su cuerpo es manipulado por el villano Caníbal antes de desaparecer.
- N'Gassi: Asesor de T'Challa, regente en funciones cuando se va en misiones.
- Okoye: Una de las ex Dora Milaje, una prometida ceremonial / guardaespaldas de T'Challa. Okoye es de la tribu J'Kuwali y actuó como un concomitante tradicional y propio del rey, hablando solo con el rey y solo en haus, un idioma africano que no se habla mucho en Wakanda y que otorga al rey y a sus esposas cierta medida de privacidad.
- Reina Divine Justice: la reina inteligente de la calle de la tribu Jabari de Wakanda criada en Chicago, y ex Dora Milaje (prometida ceremonial / guardaespaldas) de T'Challa. Originalmente se llamaba Chanté Giovanni Brown.
- 'Tormenta': Ororo Iqadi T'Challa (née Munroe), miembro de los X-Men; ella era la esposa de T'Challa y la Reina de Wakanda, pero el matrimonio fue anulado posteriormente.
- W'Kabi: el segundo al mando competente de T'Challa, completamente leal a su señor. Fue asesinado por Morlun.
- Zuri: Un viejo guerrero gruñón y gigantesco. Un amigo cercano del fallecido T'Chaka, y uno de los asesores más confiables de T'Challa. Fue asesinado por Morlun junto con W'Kabi.
- Azari: Hijo de T'Challa y Tormenta y futura Pantera Negra de la línea de tiempo en la Tierra-555326.

### Enemigos
- Achebe (más tarde conocido como el reverendo Achebe): un agricultor pobre en algún lugar de Sudáfrica, Achebe vendió su alma al demonio Mephisto. Lo retratan como un místico guerrero sonriente, impredecible, lunático, hablando regularmente con Daki, su marioneta de mano, con delirios de que está realmente vivo, e ideando tramas complejas de inquietud social con fines de lucro o entretenimiento.
- Erik Killmonger: Nacido con N'Jadaka, un poderoso guerrero y genio estratégico en política y economía. Él es un nativo de Wakanda que está exiliado del reino después de que su padre N'Jobu fue asesinado por Klaw. Desafía y supera a T'Challa en un duelo por el trono, derrocándolo como rey de Wakanda y asumiendo el papel de Pantera Negra. Fue asesinado por Monica Rambeau, durante el ataque de T'Challa para reclamar a Wakanda.
- Malicia (Nakia): Wakanda Mutante con una fuerza sobrehumana, velocidad y agilidad. Ella es una ex Dora Milaje (prometida ceremonial / guardaespaldas) de T'Challa.
- 'Hombre-Mono': gobernante de la Tribu Jabari, una micronación reconocida dentro de las fronteras de Wakanda. M'Baku era el mejor guerrero de Wakanda, superado solo por la Pantera Negra. Conspiró para usurpar el trono con la ayuda del proscrito culto de los Gorilas Blancos, antiguos rivales del culto de las Panteras Negras, lo que básicamente los convirtió en herejes, ya que la adoración de las panteras es la religión del estado. Miembro fundador del "Congreso panafricano sobre el tratamiento de superhumanos".
- Klaw: conocido como Ulysses Klaue. Un físico con un profundo deseo de obtener Vibranium, Klaw es responsable de los asesinatos del padre de T'Challa, T'Chaka, y del padre de Killmonger, N'Jobu. Él es capaz de transformar su cuerpo en una construcción sólida de sonido viviente, gracias a un dispositivo Vibranium. Él tiene un poderoso dispositivo emisor de sonido en lugar de su mano derecha, que fue cortada por T'Challa después de presenciar la muerte de su padre. Sus poderes, tecnología e inteligencia a nivel de genio lo convierten en un adversario formidable para la Pantera Negra.
- Lobo Blanco: el hermano mayor adoptado de T'Challa y el exlíder de Hatut Zeraze, la policía de élite de espionaje de Wakanda. A veces se consideró como aliado de la Pantera Negra.

Pantera Negra y los 4 Fantásticos.

## Otros medios

### Televisión
- La Pantera Negra aparece en un cameo en la serie X-Men,[82] y en un episodio de la serie animada de los 4 Fantásticos que reproduce su primera aparición.
- Aparece en The Super Hero Squad Show.[83] Como se ve en el episodio "Tiemblo con la fuerza de MODOK", él está en una relación con Tormenta.
- Aparece como protagonista en la serie The Avengers: Earth's Mightiest Heroes, con la voz de James C. Mathis III.[84]
  - En la primera temporada, su origen se cuenta en el episodio "El Hombre en el hormiguero", donde se convierte en Pantera Negra después de que Hombre Mono mató a T'Chaka en combate con la ayuda invisible de Klaw. En el episodio "La Pregunta de la Pantera", se dio a conocer a los Vengadores y se une a ellos.
  - En la segunda temporada, sin embargo, en el episodio "En quién puedes confiar?", deja el equipo debido a la incertidumbre sobre sus compañeros de equipo y su necesidad de proteger a Wakanda de los Skrulls. Se reúne con el equipo en el episodio "Observen...la Visión!" después de una batalla con Visión. Se pensó que estaba muerto en el episodio, "Operación tormenta galáctica" cuando condujo una nave Kree hacia el sol. Sin embargo, justo cuando la nave está por estrellarse, Pantera usa su teletransportador para llevarlo a una nave Kree en el otro lado del agujero de gusano. En la nave Kree, roba una nave más pequeña y sigue a los Vengadores hasta Hala. Pantera rescató a Iron Man, Visión, Hawkeye y Thor de un monstruo, y los ayudó a liberar a los demás. Luego viaja de vuelta a la Tierra con ellos.
- Aparece en la serie de Iron Man: Armored Adventures, con la voz de Jeffrey Bowyer-Chapman.[85] En la primera temporada, lleva una armadura de pantera y su padre murió a manos de Moisés Magnum. Él regresa en la segunda temporada, episodio "Línea de fuego" y el final de la serie "La Invasión de Makluan" Partes I y II.
- Pantera Negra aparece en la serie de Avengers Assemble,[86] con James C. Mathis III repitiendo el papel.[87]
  - En la tercera temporada como Avengers: Ultron Revolution, el episodio 17, "La Furia de la Pantera", T'Challa fue visto por primera vez hablando ante una asamblea sobre Wakanda cuando Crossbones ataca para sacar a T'Challa. Después de convertirse en Pantera Negra y ayudar al Capitán América a sacar Crossbones, T'Challa se escapa con el escudo del Capitán América alegando que fue propiedad robada. Esto lleva al Capitán América a llevar a Iron Man, Hawkeye y Thor a Wakanda para reclamarlo. Durante el enfrentamiento, Pantera Negra afirma que Howard Stark robó el vibranium para hacer el escudo del Capitán América. Para empeorar las cosas, Ulysses Klaue aparece donde se lleva el escudo del Capitán América al usar un ataque de sonido en el grupo. Ambas partes trabajan para encontrar a Klaue, ya que el Capitán América le dice a Pantera Negra que T'Chaka le dio el vibranium para que Stark lo meta en el escudo del Capitán América. Rastreo de él a un escondite en el Himalaya, los Vengadores y la Pantera Negra se enfrentan a Klaue con una armadura hecha de vibranium. Con una táctica especial, los Vengadores y la Pantera Negra pudieron sacar a Klaue de la armadura mientras Pantera Negra planea hacer que Klaue responda por sus crímenes. Con la armadura de vibración de Klaue en custodia de Wakanda, Pantera Negra cambia su opinión sobre los Vengadores y se le ofrece la membresía de reserva en el grupo. En el episodio 24, "Guerra Civil, Parte 2: Los Poderosos Vengadores", se une a Ant-Man, Capitána Marvel, Ms. Marvel, Hulk Rojo, Songbird y Visión como Los Poderosos Vengadores, ensamblados por Truman Marsh. En el episodio 25, "Guerra Civil, Parte 3: Tambores de Guerra", ayudan a los Vengadores para detener a los Inhumanos controlados por los discos de registros provocado por Truman Marsh, y descubre al final que Marsh es Ultron. En el episodio 26, "Guerra Civil, Parte 4: La Revolución de los Vengadores", se une a los Vengadores para detener a Ultron, quién trata de exterminar a toda la humanidad.
  - En la cuarta temporada llamada Avengers: Secret Wars, será el protagonista principal y liderará a los Nuevos Vengadores formados por Visión, Ant-Man, Capitána Marvel, Ms. Marvel y Avispa para enfrentar a la nueva Camarilla y buscar a los Vengadores que desparecieron con la ayuda de Jane Foster.
  - En la quinta temporada se llamará Avengers: La Búsqueda de la Pantera Negra centrada en T'Challa.[88]
- Chadwick Boseman está listo para repetir su papel de T'Challa en la serie animada de Disney+, What If...?[89]

### Cine

#### Acción en vivo
- Chadwick Boseman retrata a T'Challa dentro del Marvel Cinematic Universe, que apareció por primera vez en Capitán América: Civil War (2016).[90][91] En la película, se muestra mostrando una mayor velocidad, agilidad, fuerza y durabilidad, que gana al ingerir la hierba en forma de corazón, como en los cómics.[92] Su traje tiene garras retráctiles y está hecho de un tejido vibranium, que puede desviar el fuego de la ametralladora pesada. A partir de la película de 2018 Black Panther, usa una nueva variante del traje que puede absorber la energía cinética (representada como reflejos púrpuras) y lanzarla como una onda de choque púrpura una vez que se ha acumulado suficiente. También puede doblarse en un collar de plata:
  - Durante los eventos de Civil War, motivado por la venganza por la muerte de su padre durante la firma de los Acuerdos de Sokovia después de Avengers: Age of Ultron, T'Challa se une a la facción de Iron Man para oponerse al Capitán América mientras protege al Soldado del Invierno quien estuvo implicado en el ataque. Pero T'Challa descubre que el ataque con bombas fue organizado por Helmut Zemo para orquestar su propia venganza contra los Vengadores por haber creado inadvertidamente la crisis de Sokovia que mató a su familia. Después de escuchar la confesión de Zemo al lograr convertir a Stark y Rogers uno contra el otro, T'Challa renuncia a su venganza mientras evita el suicidio de Zemo y se lo entrega a Everett K. Ross. T'Challa le otorga a Rogers, un santuario a Barnes en Wakanda, al mismo tiempo que ayuda en la recuperación de este último de su lavado de cerebro de Hydra.
  - Repite su papel en la película del 2018, Black Panther.[93] Durante la historia de la película, después de completar el ritual de la sucesión, T'Challa se encuentra a sí mismo lidiando con su nueva posición desde varios frentes.
  - Aparece también en Avengers: Infinity War (2018).[94] En la película, T'Challa, Steve Rogers, Bucky, el resto de los Vengadores y algunos miembros de los Guardianes de la Galaxia intentan defender a Wakanda de la invasión de Thanos que intenta reclamar todas las Gemas del Infinito para destruir la mitad del universo. Cuando su plan tiene éxito, muchos de los ciudadanos de la Tierra y los Vengadores comienzan a desintegrarse, con T'Challa entre ellos.
  - T'Challa regresa nuevamente en Avengers: Endgame (2019). Es restaurado a la vida por Bruce Banner al usar el Guantelete del Infinito. Se une a los Vengadores en su batalla final contra Thanos y su ejército en el recinto de los Vengadores. Después de finalizar la batalla, con Tony sacrificándose al usar las Gemas del Infinito para desintegrar a Thanos y su ejército, T'Challa regresa a Wakanda para reunirse otra vez con Okoye y su hermana Shuri para contemplar la noche de regreso a Wakanda y más tarde, asiste al funeral de Stark junto a ellas.[95]

#### Animación
- Así mismo, es protagonista del vídeo Ultimate Avengers 2: Rise of the Panther, en que una invasión extraterrestre ataca la tierra para conseguir el meteorito de Vibranium de Wakanda. En esta versión, Wakanda es un país completamente aislado que no acepta recibir a extranjeros de ninguna forma, y además de sus métodos de combate habituales la Pantera Negra puede también transformarse en una pantera real.
- En la película del 2008 Next Avengers: Heroes of Tomorrow, T´Challa tiene un hijo llamado Azari, que es la tercera Pantera Negra.
- En el spin-off The Justice Friends de Dexter's Laboratory, el personaje White Tiger es una parodia de Pantera Negra.

### Videojuegos
- La Pantera Negra es un personaje muy bueno en los videojuegos de Marvel: Ultimate Alliance interpretado por Phil LaMarr. Él puede ser desbloqueado mediante la recopilación de 5 de sus figuras de acción. Cuando el jugador le pregunte cómo llegó a ser Black Panther, le contará su historia que involucró a su padre siendo asesinado por Klaw y pasando cada prueba para convertirse en la próximo Pantera Negra. Tiene un diálogo especial con Nick Fury, Namor, Ghost Rider, Doctor Doom y Deathbird. En su disco de simulación, tiene que luchar contra el oscuro Capitán América en el mundo asesino de Arcade.[96]
- La Pantera Negra es un NPC en Marvel: Ultimate Alliance 2 con la voz de Tim Russ.[97] Es uno de los pocos personajes del juego que no debe tomarse bajo el control de The Fold, proporcionando a los héroes una base antes del asalto final en el Fold, ya que Wakanda es ahora el último bastión de resistencia contra los nanites. Se puede jugar en versiones Vicarious Visions (Xbox 360 y PlayStation 3, luego también PlayStation 4, Xbox One y PC) y originalmente como un personaje descargable para PS3 y Xbox 360.[98]
- Aparece como un NPC en el final de Storm para Marvel vs. Capcom 3: Fate of Two Worlds.
- Pantera Negra es un personaje jugable en Marvel Super Hero Squad Online.
- Pantera Negra es un personaje jugable en el juego de Facebook Marvel: Avengers Alliance.
- Pantera Negra es un personaje jugable en el MMORPG Marvel Heroes, interpretado por James C. Mathis III.
- Pantera Negra aparece como un personaje jugable en Lego Marvel Super Heroes, con la voz de John Eric Bentley. También se muestra que tiene un gato llamado Mr. Tiddles. En los créditos medios, Nick Fury lo encuentra mientras supervisa la reconstrucción de la Estatua de la Libertad. Después de encontrar al Sr. Tiddles, Pantera Negra le dice a Nick Fury que la gente de Wakanda le agradece por haber frustrado el ataque de Galactus.
- Pantera Negra es un personaje jugable de Marvel Avengers Alliance Tactics.
- Pantera Negra es un personaje jugable en Marvel Contest of Champions.
- Pantera Negra es un personaje jugable de Marvel Mighty Heroes.
- Pantera Negra es un personaje jugable en Marvel Future Fight.
- Pantera Negra es un personaje jugable en Disney Infinity 3.0.
- La versión cinematográfica de Pantera Negra es un personaje jugable en Lego Marvel Vengadores.[99] Es un personaje DLC disponible en el paquete "Civil War". Su gato mascota Mr. Tiddles de Lego Marvel Super Heroes también reaparece en las áreas centrales del juego. Un paquete DLC basado en la Pantera Negra clásica fue lanzado más tarde para el juego. La Pantera Negra clásica aparece como el principal personaje jugable de la manada junto con otros personajes secundarios y villanos y su Skybike.
- Pantera Negra aparece como un personaje jugable en Lego Marvel Super Heroes 2.[100]
- Pantera Negra aparece como un personaje descargable en Marvel vs. Capcom: Infinite, con James C. Mathis III repitiendo su papel. En la historia, él gobierna el reino de Valkanda, usando la Gema del Tiempo para protegerlo. Cuando los héroes aparecen y ayudan a defender el reino de los invasores, les ofrece la Gema del Tiempo para ayudarlos en su búsqueda.
- Pantera Negra aparece como personaje jugable en el videojuego Fortnite: Battle Royale, mediante un paquete de pago llamado "Realeza y Guerreros" en el cual incluye a los personajes de Capitana Marvel y Taskmaster.